# Estação Buenos Aires (SITVA)
A Estação Buenos Aires é uma das estações da Tranvía de Ayacucho, situada em Medellín, entre a Estação Bicentenario e a Estação Miraflores. Administrada pela Empresa de Transporte Masivo del Valle de Aburrá Limitada (ETMVA), faz parte da Linha T-A.
Foi inaugurada em 20 de outubro de 2015. Localiza-se no cruzamento da Avenida Medellín-Santa Elena com a Carrera 32. Atende o bairro Buenos Aires, situado na comuna de Buenos Aires.